# Ula elegans
Ula elegans är en tvåvingeart som beskrevs av Osten Sacken 1869. Ula elegans ingår i släktet Ula och familjen hårögonharkrankar. Inga underarter finns listade i Catalogue of Life.